# Siror
Siror – miejscowość i gmina we Włoszech, w regionie Trydent-Górna Adyga, w prowincji Trydent. Według danych na rok 2004 gminę zamieszkiwały 1224 osoby, 16,3 os./km².